# Stará radnice (Svitavy)

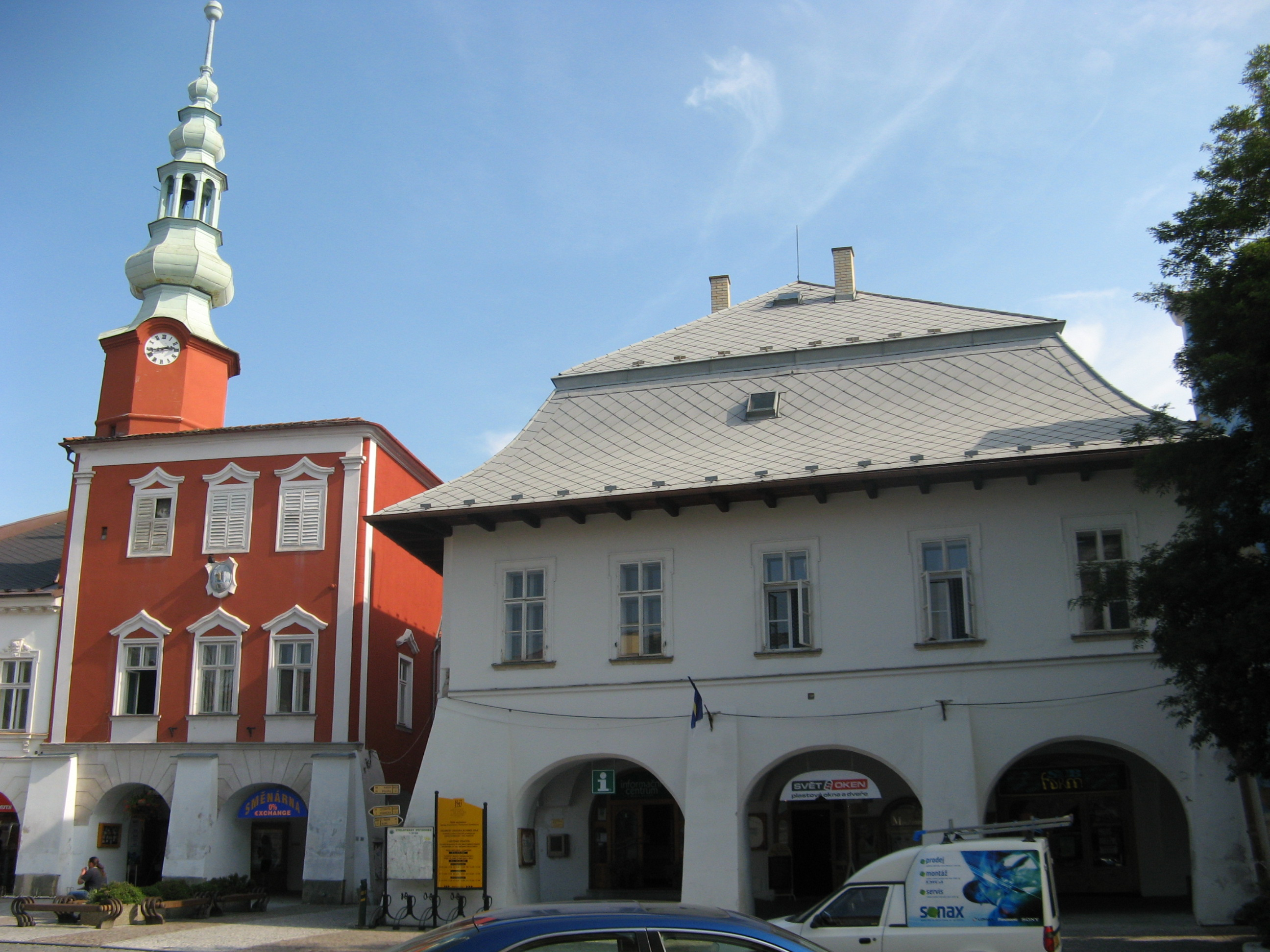
Stará radnice a dům U Mouřenína

Stará radnice je budova na náměstí Míru ve Svitavách, stojící vedle domu U Mouřenína. Nejdříve byla soukromým majetkem, ale rostoucí agenda městské správy a snaha o nezávislost vedla radu města k zakoupení domu na náměstí. Je chráněna jako kulturní památka České republiky.

## Historie
Nejdříve se konšelé a rada města scházela v domech purkmistrů a primátorů. Kvůli rostoucí administrativě a snaze o nezávislost se vedení města rozhodlo koupit dům na náměstí. Vše se odehrálo v roce 1538. Prodávající Michl Ditrich dostal za budovu 115 kop míšenských grošů.

## Přestavby
Přestaveb bylo několik. První se uskutečnila po požáru města v roce 1590 a druhá rekonstrukce, která zásadně změnila vzhled, proběhla v roce 1781, kdy město postihl největší požár v historii.